# Cognac-la-Forêt
Cognac-la-Forêt est une commune française située dans le département de la Haute-Vienne en région Nouvelle-Aquitaine. Les habitants sont les Cognaçais.
La commune fait partie du parc naturel régional Périgord-Limousin.

## Géographie

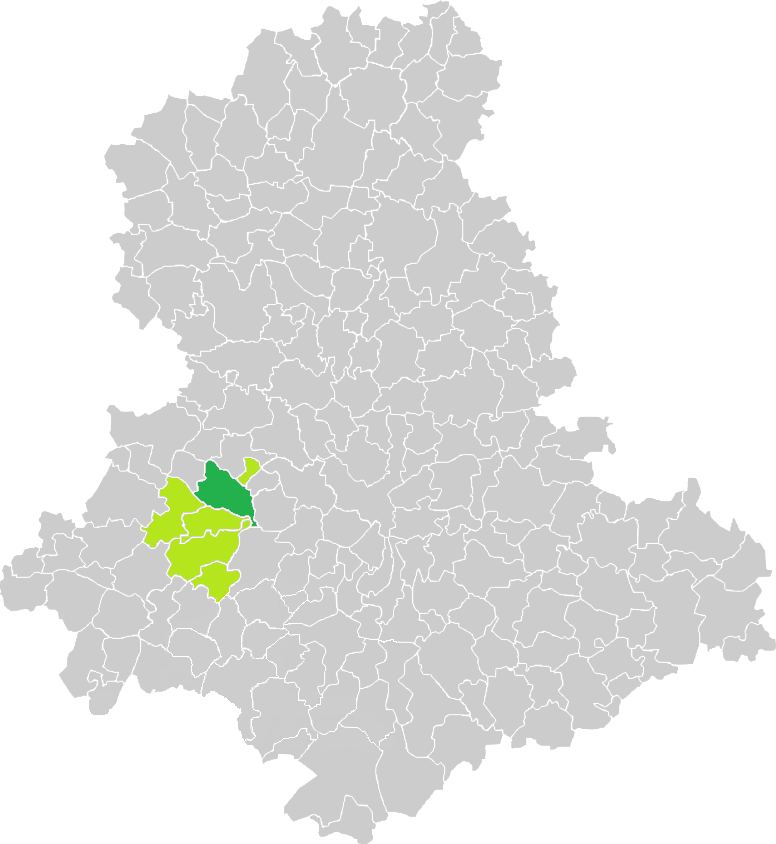
Situation de la commune de Cognac-la-Forêt en Haute-Vienne.

### Situation et description
Cognac-la-Forêt est une des six communes du canton de Saint-Laurent-sur-Gorre, elle est une des communes adhérentes au parc naturel régional Périgord Limousin. Elle s'étend sur 3 155 ha dans un paysage vallonné et forestier (700 ha de bois d'un seul tenant).

### Communes limitrophes
Les communes limitrophes sont Sainte-Marie-de-Vaux, Saint-Auvent, Saint-Brice-sur-Vienne, Saint-Cyr, Saint-Laurent-sur-Gorre, Saint-Martin-de-Jussac, Saint-Priest-sous-Aixe, Saint-Victurnien, Saint-Yrieix-sous-Aixe et Séreilhac.
| Saint-Brice-sur-Vienne, Saint-Martin-de-Jussac | Saint-Victurnien        | Sainte-Marie-de-Vaux              |
| Saint-Auvent                                   | Cognac-la-Forêt         | Saint-Yrieix-sous-Aixe            |
| Saint-Cyr                                      | Saint-Laurent-sur-Gorre | Saint-Priest-sous-Aixe, Séreilhac |

### Climat
Pour des articles plus généraux, voir Climat de la Nouvelle-Aquitaine et Climat de la Haute-Vienne.
Historiquement, la commune est exposée à un climat océanique limousin.  
En 2020, Météo-France publie une typologie des climats de la France métropolitaine dans laquelle la commune est exposée à un climat océanique altéré et est dans une zone de transition entre les régions climatiques « Poitou-Charentes » et « Ouest et nord-ouest du Massif Central ».
Pour la période 1971-2000, la température annuelle moyenne est de 11,2 °C, avec une amplitude thermique annuelle de 14,7 °C. Le cumul annuel moyen de précipitations est de 1 093 mm, avec 12,8 jours de précipitations en janvier et 7,9 jours en juillet. Pour la période 1991-2020, la température moyenne annuelle observée sur la station météorologique la plus proche, située sur la commune de Saint-Junien à 10,32 km à vol d'oiseau, est de 12,0 °C et le cumul annuel moyen de précipitations est de 957,1 mm,. Pour l'avenir, les paramètres climatiques de la commune estimés pour 2050 selon différents scénarios d’émission de gaz à effet de serre sont consultables sur un site dédié publié par Météo-France en novembre 2022.

### Hydrographie
Le territoire de Cognac-la-Forêt héberge de nombreux étangs. Il est, en outre, traversé par de nombreux ruisseaux, dont celui des Râches (13 km) et le Ruisseau de l'étang (4 km).

## Urbanisme

### Typologie
Au 1er janvier 2024, Cognac-la-Forêt est catégorisée commune rurale à habitat dispersé, selon la nouvelle grille communale de densité à sept niveaux définie par l'Insee en 2022.
Elle est située hors unité urbaine. Par ailleurs la commune fait partie de l'aire d'attraction de Limoges, dont elle est une commune de la couronne,. Cette aire, qui regroupe 127 communes, est catégorisée dans les aires de 200 000 à moins de 700 000 habitants,.

### Occupation des sols
L'occupation des sols de la commune, telle qu'elle ressort de la base de données européenne d’occupation biophysique des sols Corine Land Cover (CLC), est marquée par l'importance des territoires agricoles (56,6 % en 2018), une proportion identique à celle de 1990 (56,6 %). La répartition détaillée en 2018 est la suivante : 
forêts (41,8 %), prairies (30,1 %), zones agricoles hétérogènes (26,5 %), zones urbanisées (1,6 %), eaux continentales (0,1 %). L'évolution de l’occupation des sols de la commune et de ses infrastructures peut être observée sur les différentes représentations cartographiques du territoire : la carte de Cassini (XVIIIe siècle), la carte d'état-major (1820-1866) et les cartes ou photos aériennes de l'IGN pour la période actuelle (1950 à aujourd'hui).

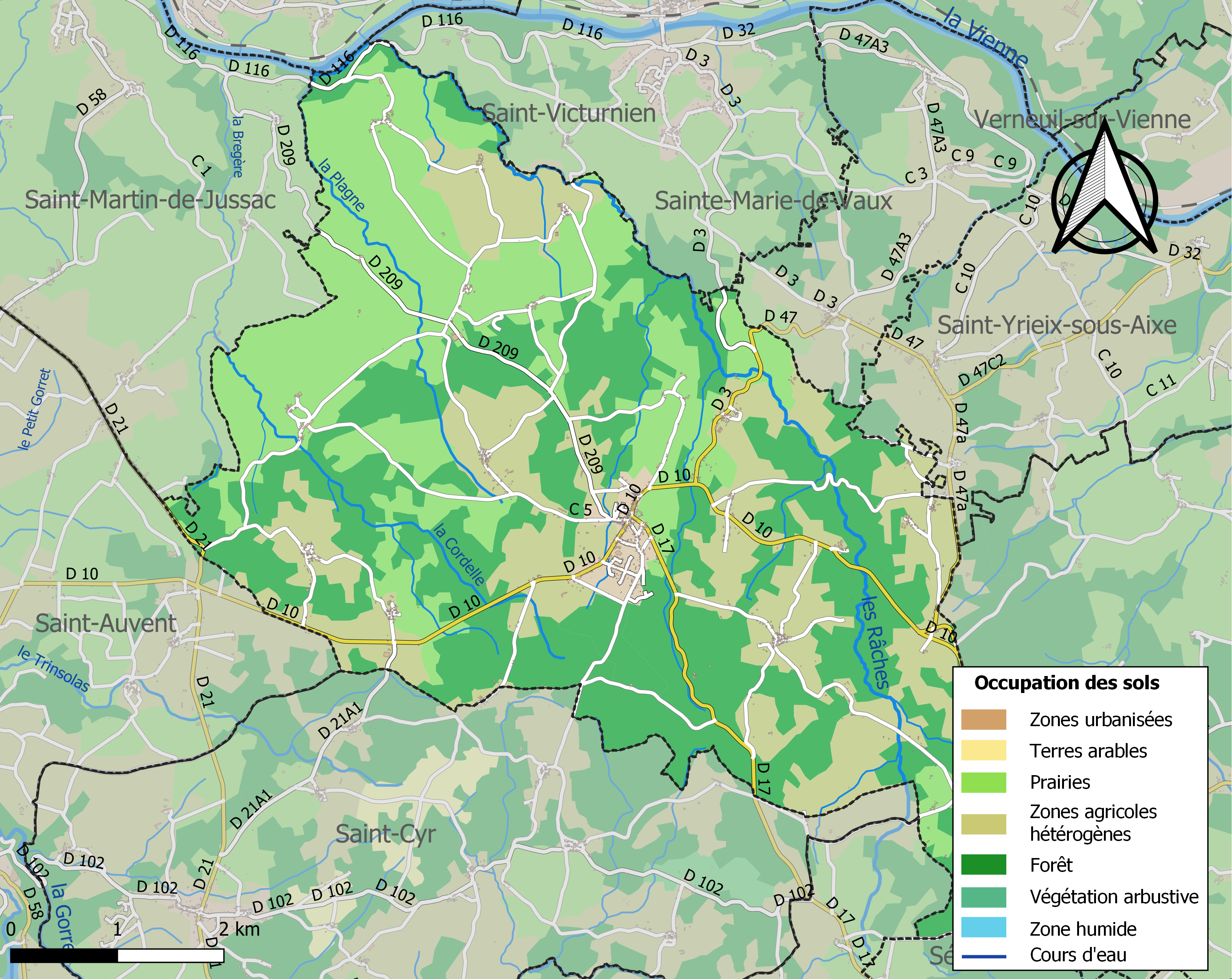
Carte des infrastructures et de l'occupation des sols de la commune en 2018 (CLC).

### Risques naturels
L'ensemble du territoire de la commune de Cognac-la-Forêt est situé en zone de sismicité n°2, comme la plupart des communes situées dans cette partie du département.
| Type de zone | Niveau           | Définitions (bâtiment à risque normal) |
| ------------ | ---------------- | -------------------------------------- |
| Zone 2       | Sismicité faible | accélération = 0,7 m/s2                |

## Toponymie
Le plus ancien nom connu de la principale agglomération est : COMPENACH, qui devint COUNHAC, puis COIGNAC et enfin COGNAC. Afin d'éviter les erreurs d'aiguillage des trains en partance pour Cognac en Charente, l'administration changea le nom en 1919 qui devint Cognac-le-Froid. Les résidents, trouvant cette appellation peu flatteuse, menèrent un long combat administratif, jusqu'à ce que le Conseil d'État finisse par autoriser le nom actuel de Cognac-la-Forêt, par le décret du 22 novembre 1979,.

## Politique et administration

### Liste des maires
| Période                                  | Période | Identité                     | Étiquette | Qualité             |
| ---------------------------------------- | ------- | ---------------------------- | --------- | ------------------- |
| 2005                                     | -       | Christian VIGNERIE           | DVG       |                     |
| 2001                                     | 2005    | Arsène EVEN                  |           |                     |
| 1989                                     | 2001    | René MOREAU                  |           |                     |
| 1971                                     | 1989    | Adrien RATHIER               |           |                     |
| 1953                                     | 1971    | Daniel DUSSOULIER            |           |                     |
| 1945                                     | 1953    | Alexandre GERALD             |           |                     |
| 1944                                     | 1945    | Robert MORANGE               |           |                     |
| 1941                                     | 1944    | Auguste COULLOUX             |           | Délégation spéciale |
| 1935                                     | 1941    | Alexandre GERALD             |           |                     |
| 1930                                     | 1935    | Antoine MOREAU               |           |                     |
| 1914                                     | 1930    | Jean BRUN                    |           |                     |
| 1912                                     | 1914    | Pierre GERALD                |           |                     |
| 1908                                     | 1912    | Jean VACHEYROUT              |           |                     |
| 1902                                     | 1908    | Pierre GERALD                |           |                     |
| 1900                                     | 1902    | Jean MASDOUMIER              |           |                     |
| 1896                                     | 1900    | Henri MARTIN DU PUYTISON     |           |                     |
| 1888                                     | 1896    | Frédéric LABOULINIERE        |           |                     |
| 1888                                     | 1888    | Alpinien BOURDEAU            |           |                     |
| 1881                                     | 1888    | Léonard GIZARDIN             |           |                     |
| 1876                                     | 1881    | Alpinien BOURDEAU (fils)     |           |                     |
| 1856                                     | 1876    | Eugène FLEURAT               |           |                     |
| 1851                                     | 1856    | Alpinien BOURDEAU            |           |                     |
| 1848                                     | 1851    | Léonard GIZARDIN             |           |                     |
| 1846                                     | 1848    | Paul BARBARIN DURIVAUD       |           |                     |
| 1832                                     | 1846    | Jean Baptiste FLEURAT        |           |                     |
| 1826                                     | 1832    | Maurice DESCUBES DE LASCAUX  |           |                     |
| 1823                                     | 1826    | Paul BARBARIN DURIVAUD       |           |                     |
| 1820                                     | 1823    | Jean Baptiste LABOULINIERE   |           |                     |
| 1816                                     | 1820    | Jean Jacques DE GAY DE NEXON |           |                     |
| 1799                                     | 1816    | Paul BARBARIN DURIVAUD       |           |                     |
| 1793                                     | 1799    | Jean PETIT                   |           |                     |
| 1790                                     | 1793    | Paul BARBARIN DURIVAUD       |           |                     |
| Les données manquantes sont à compléter. |         |                              |           |                     |

## Démographie
L'évolution du nombre d'habitants est connue à travers les recensements de la population effectués dans la commune depuis 1793. Pour les communes de moins de 10 000 habitants, une enquête de recensement portant sur toute la population est réalisée tous les cinq ans, les populations de référence des années intermédiaires étant quant à elles estimées par interpolation ou extrapolation. Pour la commune, le premier recensement exhaustif entrant dans le cadre du nouveau dispositif a été réalisé en 2004.

En 2022, la commune comptait 1 199 habitants, en évolution de +1,27 % par rapport à 2016 (Haute-Vienne : −0,68 %, France hors Mayotte : +2,11 %).
| 1793  | 1800  | 1806  | 1821  | 1831  | 1836  | 1841  | 1846  | 1851  |
| ----- | ----- | ----- | ----- | ----- | ----- | ----- | ----- | ----- |
| 1 595 | 1 811 | 1 408 | 1 769 | 1 808 | 1 758 | 1 874 | 2 023 | 1 959 |

| 1856  | 1861  | 1866  | 1872  | 1876  | 1881  | 1886  | 1891  | 1896  |
| ----- | ----- | ----- | ----- | ----- | ----- | ----- | ----- | ----- |
| 1 983 | 1 861 | 1 824 | 1 751 | 1 831 | 1 835 | 1 935 | 1 903 | 1 897 |

| 1901  | 1906  | 1911  | 1921  | 1926  | 1931  | 1936  | 1946  | 1954  |
| ----- | ----- | ----- | ----- | ----- | ----- | ----- | ----- | ----- |
| 1 703 | 1 726 | 1 662 | 1 467 | 1 301 | 1 259 | 1 230 | 1 143 | 1 103 |

| 1962  | 1968 | 1975 | 1982 | 1990 | 1999 | 2004  | 2006  | 2009  |
| ----- | ---- | ---- | ---- | ---- | ---- | ----- | ----- | ----- |
| 1 043 | 951  | 801  | 864  | 893  | 890  | 1 025 | 1 048 | 1 035 |

| 2014  | 2019  | 2022  | - | - | - | - | - | - |
| ----- | ----- | ----- | - | - | - | - | - | - |
| 1 153 | 1 188 | 1 199 | - | - | - | - | - | - |

## Culture et patrimoine

### Lieux et monuments
Le bourg s'étend autour du château (XVe siècle). Au milieu de la cour d'honneur, une fontaine (XVIe siècle) est alimentée par des sources situées en forêt. Il s'agissait originellement d'un château fort, comme l'attestent les deux tours qui subsistent, les douves comblées en 1820 et les vestiges du pont-levis. Trois familles se succédèrent dans cette demeure : les seigneurs De Coignac, les Joubert de la Bastide et les Gay de Nexon. Par la suite, Pierre-Alpinien Bourdeau, député de la Haute-Vienne, garde des Sceaux, pair de France, acquit le château en 1819, lors d'une vente par adjudication. Sa descendance l'occupe jusqu'en 2014.
Sur la place de l'Église, la pompe à balancier permettait aux habitants du bourg de s'approvisionner en eau, jusqu'à l'installation du réseau d'eau courante.
L'église Saint-Priest de Cognac-la-Forêt (XIIe, XIIIe et XVe siècles), antérieurement chapelle du château, révèle les armoiries des anciens seigneurs sur ses clés de voûte. Le bas-relief polychrome représentant saint Roch est classé monument historique depuis 1965.
Dans le cimetière, la lanterne des morts du XIIIe siècle (romane, carrée et haute de 6,50 mètres) est l'une des plus belles du Centre-Ouest. Elle est classée monument historique depuis 1946. Autrefois, une lumière brillait la nuit dans son lanternon. Elle affirmait l'immortalité de l'âme et invitait les vivants à prier pour les morts.
Dans une dizaine de villages aux alentours se dresse une croix monumentale. Celle du village de Roussis, sculptée en 1780, est la plus imposante. Dans plusieurs autres villages, on trouve des « bonnes fontaines » supposées posséder un pouvoir de guérison.
Le dolmen de Chez Moutaud se situe à proximité du bourg. La commune héberge également le musée du chanvre et de la ganterie sur son territoire.

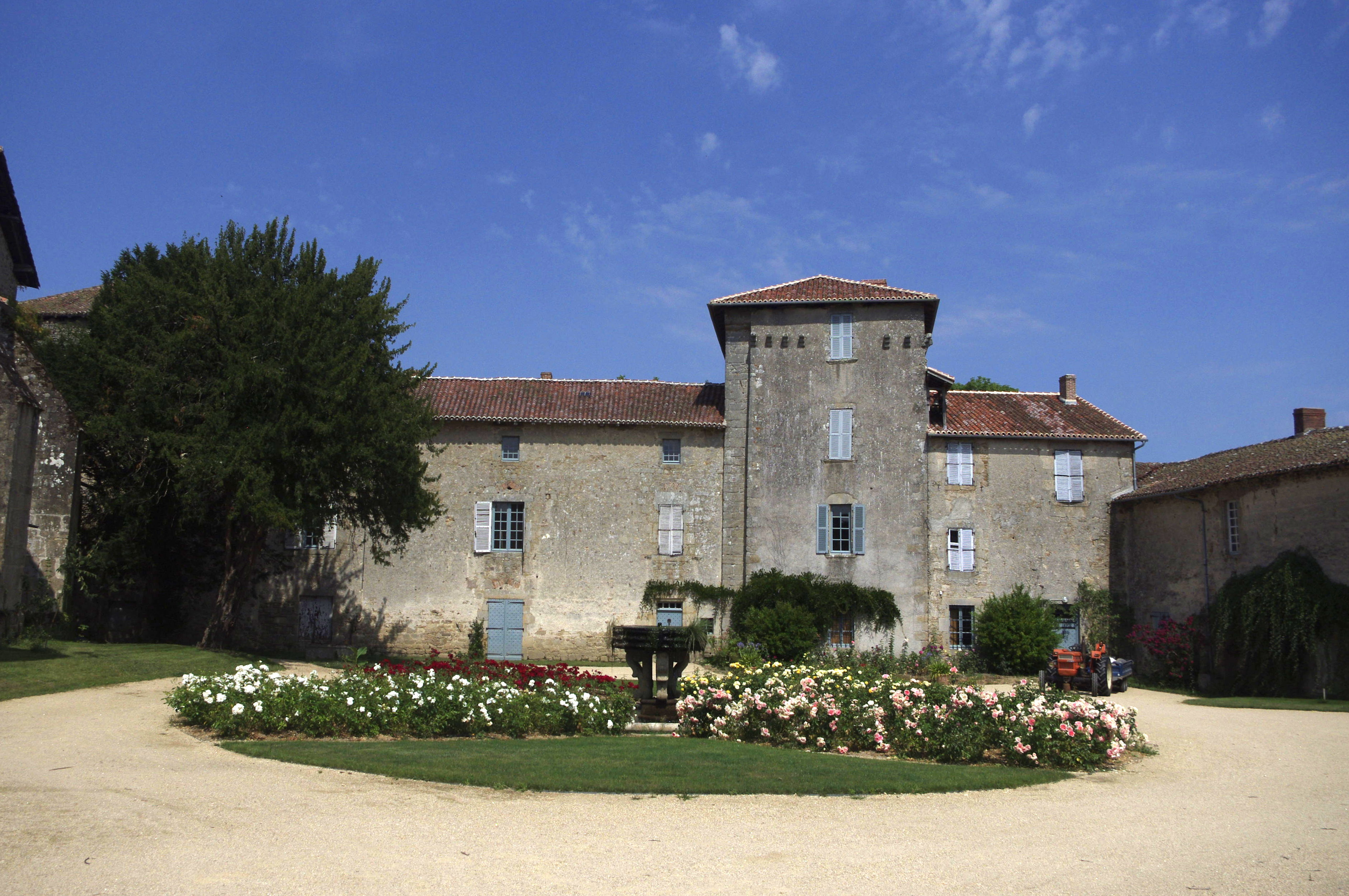
Le château près de l'église.
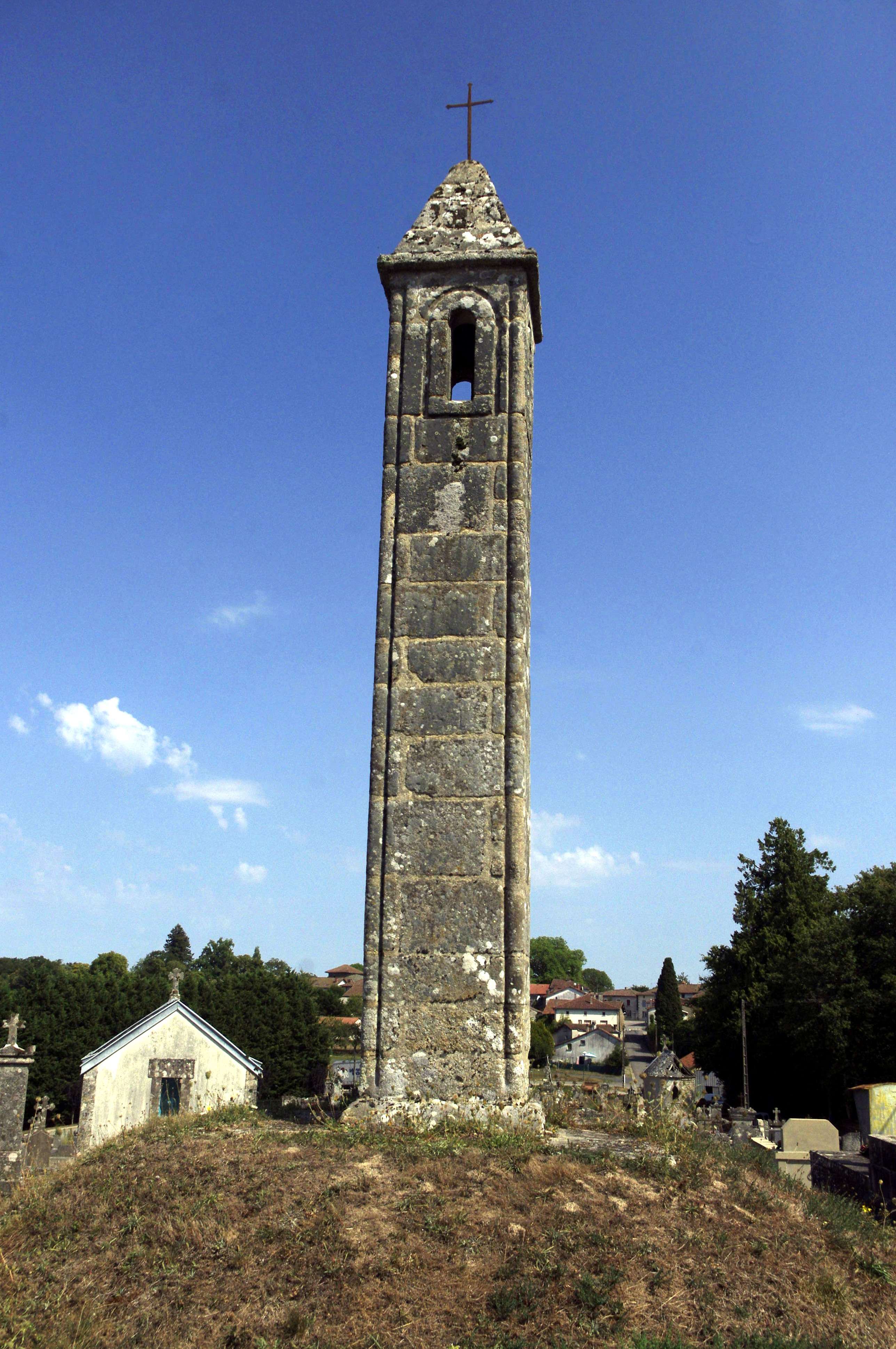
La lanterne des morts dans le cimetière.

### Personnalités liées à la commune
- Pierre-Alpinien Bourdeau (1770-1845), ministre de la justice sous Charles X et Pair de France sous Louis-Philippe.
- Jean Bourdeau, écrivain et académicien.
- Joseph Rogues de Fursac y est né en 1872.
- Vincent Terrien, homme de lettres.

### Héraldique
|  | Les armoiries de Cognac-la-Forêt se blasonnent ainsi : D'argent au lion de gueules armé et couronné d'azur. Armoiries des anciens seigneurs de « Coignac ». |

## Pour approfondir